# Odostomia fuijitanii
Odostomia fuijitanii is een slakkensoort uit de familie van de Pyramidellidae. De wetenschappelijke naam van de soort is voor het eerst geldig gepubliceerd in 1927 door Yokoyama.